# NXT Championship
Le NXT Championship (que l'on peut traduire par championnat de la NXT) est un championnat de catch utilisé à la World Wrestling Entertainment et défendu dans la division NXT, le club-école de la compagnie.
Il est mis en place à l'été 2012 et mis en jeu dans un tournoi, que remporte Seth Rollins en défaisant Jinder Mahal en finale du tournoi le 26 juillet.
Le champion actuel est Oba Femi.

## Historique
Le NXT Championship a été introduit à WWE NXT le 1er août 2012 par le manager général Dusty Rhodes, qui annonce qu'un tournoi aura lieu pour couronner le premier champion. Les huit participants du tournoi sont Richie Steamboat, Leo Kruger, Jinder Mahal, Bo Dallas, Seth Rollins, Drew McIntyre, Michael McGillicutty et Justin Gabriel. Lors des enregistrements de NXT du 26 juillet 2012, Seth Rollins bat Jinder Mahal lors de la finale du tournoi et devient le premier champion de la NXT.

### Résultats du tournoi
|  | Quarts de finale     | Quarts de finale     | Quarts de finale     | Quarts de finale     |                  |                  | Demi-finales | Demi-finales | Demi-finales | Demi-finales |  |  | Finale | Finale | Finale | Finale |
|  |                      |                      |                      |                      |                  |                  |              |              |              |              |  |  |        |        |        |        |
|  |                      |                      |                      |                      |                  |                  |              |              |              |              |  |  |        |        |        |        |
|  |                      |                      |                      |                      |                  |                  |              |              |              |              |  |  |        |        |        |        |
|  | Richie Steamboat     | Richie Steamboat     | Tombé                | Tombé                |                  |                  |              |              |              |              |  |  |        |        |        |        |
|  | Richie Steamboat     | Richie Steamboat     | Tombé                | Tombé                |                  |                  |              |              |              |              |  |  |        |        |        |        |
|  | Leo Kruger           | Leo Kruger           | 5:11                 | 5:11                 |                  |                  |              |              |              |              |  |  |        |        |        |        |
|  | Leo Kruger           | Leo Kruger           | 5:11                 | 5:11                 | Richie Steamboat | Richie Steamboat | 5:59         | 5:59         |              |              |  |  |        |        |        |        |
|  |                      |                      |                      |                      | Richie Steamboat | Richie Steamboat | 5:59         | 5:59         |              |              |  |  |        |        |        |        |
|  |                      |                      | Jinder Mahal         | Jinder Mahal         | Soum.            | Soum.            |              |              |              |              |  |  |        |        |        |        |
|  | Jinder Mahal         | Jinder Mahal         | Jinder Mahal         | Jinder Mahal         | Soum.            | Soum.            | Soum.        | Soum.        |              |              |  |  |        |        |        |        |
|  | Jinder Mahal         | Jinder Mahal         |                      |                      |                  |                  |              | Soum.        |              |              |  |  |        |        |        |        |
|  | Bo Dallas            | Bo Dallas            | 4:41                 | 4:41                 |                  |                  |              |              |              |              |  |  |        |        |        |        |
|  | Bo Dallas            | Bo Dallas            | 4:41                 | 4:41                 | Jinder Mahal     | Jinder Mahal     | 7:28         | 7:28         |              |              |  |  |        |        |        |        |
|  |                      |                      |                      |                      | Jinder Mahal     | Jinder Mahal     | 7:28         | 7:28         |              |              |  |  |        |        |        |        |
|  |                      |                      | Seth Rollins         | Seth Rollins         | Tombé            | Tombé            |              |              |              |              |  |  |        |        |        |        |
|  | Seth Rollins         | Seth Rollins         | Seth Rollins         | Seth Rollins         | Tombé            | Tombé            | Tombé        | Tombé        |              |              |  |  |        |        |        |        |
|  | Seth Rollins         | Seth Rollins         |                      |                      |                  |                  |              |              |              |              |  |  |        |        |        |        |
|  | Drew McIntyre        | Drew McIntyre        | 6:25                 | 6:25                 |                  |                  |              |              |              |              |  |  |        |        |        |        |
|  | Drew McIntyre        | Drew McIntyre        | 6:25                 | 6:25                 | Seth Rollins     | Seth Rollins     | Tombé        | Tombé        |              |              |  |  |        |        |        |        |
|  |                      |                      |                      |                      | Seth Rollins     | Seth Rollins     | Tombé        | Tombé        |              |              |  |  |        |        |        |        |
|  |                      |                      | Michael McGillicutty | Michael McGillicutty | 3:16             | 3:16             |              |              |              |              |  |  |        |        |        |        |
|  | Michael McGillicutty | Michael McGillicutty | Michael McGillicutty | Michael McGillicutty | 3:16             | 3:16             | Tombé        | Tombé        |              |              |  |  |        |        |        |        |
|  | Michael McGillicutty | Michael McGillicutty |                      |                      |                  |                  |              | Tombé        |              |              |  |  |        |        |        |        |
|  | Justin Gabriel       | Justin Gabriel       | 5:07                 | 5:07                 |                  |                  |              |              |              |              |  |  |        |        |        |        |
|  | Justin Gabriel       | Justin Gabriel       | 5:07                 | 5:07                 |                  |                  |              |              |              |              |  |  |        |        |        |        |
|  |                      |                      |                      |                      |                  |                  |              |              |              |              |  |  |        |        |        |        |

## Historique des règnes
| #  | Champion             | Règne | Date              | Durée (en jours) | Évènement                            | Lieu                         | Notes | Réf    |
| -- | -------------------- | ----- | ----------------- | ---------------- | ------------------------------------ | ---------------------------- | --- | ------ |
| 1  | Seth Rollins         | 1     | 26 juillet 2012   | 133              | NXT                                  | Winter Park (Floride)        | Bat Jinder Mahal en finale d'un tournoi pour couronner le premier champion. | [ 4 ]  |
| 2  | Big E Langston       | 1     | 6 décembre 2012   | 168              | NXT                                  | Winter Park (Floride)        | Dans un match sans disqualification. Épisode diffusé le 9 janvier 2013. | [ 5 ]  |
| 3  | Bo Dallas            | 1     | 23 mai 2013       | 280              | NXT                                  | Winter Park (Floride)        | Épisode diffusé le 12 juin. | [ 6 ]  |
| 4  | Adrian Neville       | 1     | 27 février 2014   | 287              | NXT Arrival                          | Winter Park (Floride)        | Dans le tout premier match de l'échelle de l'histoire de NXT. | [ 7 ]  |
| 5  | Sami Zayn            | 1     | 11 décembre 2014  | 62               | NXT Takeover: Evolution              | Winter Park (Floride)        | Sami Zayn met également sa carrière en jeu dans ce match. | [ 8 ]  |
| 6  | Kevin Owens          | 1     | 11 février 2015   | 143              | NXT Takeover: Rival                  | Winter Park (Floride)        | Remporte le match par K.O. | [ 9 ]  |
| 7  | Finn Bálor           | 1     | 4 juillet 2015    | 292              | The Beast in the East (en)           | Tokyo ( Japon)               | Lors de sa première apparition à Tokyo après son arrivée à NXT. | [ 10 ] |
| 8  | Samoa Joe            | 1     | 21 avril 2016     | 121              | NXT Live Event                       | Lowell (Massachusetts)       | En battant Finn Balor, il remporte son premier titre à la WWE. | [ 11 ] |
| 9  | Shinsuke Nakamura    | 1     | 20 août 2016      | 91               | NXT Takeover: Brooklyn II            | Brooklyn (New York)          | En battant Samoa Joe, il remporte son premier titre à la WWE. | [ 12 ] |
| 10 | Samoa Joe            | 2     | 19 novembre 2016  | 14               | NXT Takeover: Toronto                | Toronto (Ontario) Canada     | Il devient le 1er catcheur à gagner deux fois la ceinture. | [ 13 ] |
| 11 | Shinsuke Nakamura    | 2     | 3 décembre 2016   | 56               | NXT Live Event                       | Osaka ( Japon)               | Il devient le 2e catcheur à gagner deux fois la ceinture. | [ 14 ] |
| 12 | Bobby Roode          | 1     | 28 janvier 2017   | 203              | NXT TakeOver: San Antonio            | San Antonio (Texas)          | En battant Shinsuke Nakamura, il remporte son premier titre à la WWE. | [ 15 ] |
| 13 | Drew McIntyre        | 1     | 19 août 2017      | 91               | NXT Takeover: Brooklyn III           | Brooklyn (New York)          | En battant Shinsuke Nakamura, il remporte le titre pour la première fois et son deuxième titre individuel à la WWE. | [ 16 ] |
| 14 | Andrade "Cien" Almas | 1     | 18 novembre 2017  | 140              | NXT TakeOver: WarGames (2017)        | Houston (Texas)              | En battant Drew McIntyre, il remporte son premier titre à la WWE. | [ 17 ] |
| 15 | Aleister Black       | 1     | 7 avril 2018      | 102              | NXT Takeover: New Orleans            | Nouvelle Orléans (Louisiane) | En battant Andrade "Cien" Almas, il remporte son premier titre à la WWE. | [ 18 ] |
| 16 | Tommaso Ciampa       | 1     | 18 juillet 2018   | 238              | NXT                                  | Winter Park (Floride)        | En battant Aleister Black. Il remporte le titre pour la première fois de sa carrière. Episode diffusé le 25 juillet. | [ 19 ] |
| —  | Vacant               | 1     | 13 mars 2019      | 23               | NXT                                  | Winter Park (Floride)        | Triple H annonce qu'en raison d'une blessure à la nuque, Tommaso Ciampa est contraint d'abandonner la ceinture. Episode diffusé le 20 mars. | .      |
| 17 | Johnny Gargano       | 1     | 5 avril 2019      | 57               | NXT TakeOver: New York               | Brooklyn (New York)          | En battant Adam Cole dans un 2 Out of 3 Falls match. Il remporte le titre pour la première fois de sa carrière, son second titre personnel et devient le premier NXT Triple Crown Champion.                                                                       | [ 21 ] |
| 18 | Adam Cole            | 1     | 1er juin 2019     | 403              | NXT TakeOver: XXV                    | Bridgeport (Connecticut)     | En prenant sa revanche sur Johnny Gargano. Il remporte le titre pour la première fois de sa carrière, son second titre personnel et devient le second NXT Triple Crown Champion. derrière son adversaire. Il s'agit du règne le plus long de l'histoire du titre. | [ 22 ] |
| 19 | Keith Lee            | 1     | 8 juillet 2020    | 45               | NXT: The Great American Bash (2020)  | Winter Park (Floride)        | En battant Adam Cole dans un Winner Takes All match, en plus de conserver son NXT North American Championship. Il remporte le titre pour la première de sa carrière et, de ce fait, devient double champion.                                                      | [ 23 ] |
| 20 | Karrion Kross        | 1     | 22 août 2020      | 4                | NXT TakeOver: XXX                    | Winter Park (Floride)        | En battant Keith Lee. Il remporte le titre pour la première fois de sa carrière et son premier titre personnel. Il s'agit du règne le plus court de l'histoire du titre.                                                                                          | [ 24 ] |
| —  | Vacant               | 2     | 26 août 2020      | 13               | NXT                                  | Winter Park (Floride)        | En annonçant sa blessure à l'épaule survenue lors du PLE passé contre Keith Lee, Karrion Kross est, malheureusement, contraint d'abandonner la ceinture. | [ 25 ] |
| 21 | Finn Bálor           | 2     | 8 septembre 2020  | 212              | NXT Super Tuesday Night II           | Winter Park (Floride)        | En battant Adam Cole. Il devient le 3e catcheur à gagner deux fois la ceinture. | [ 26 ] |
| 22 | Karrion Kross        | 2     | 8 avril 2021      | 136              | NXT TakeOver: Stand & Deliver (2021) | Orlando (Floride)            | En battant Finn Bálor. Il devient le 4e catcheur à gagner deux fois la ceinture. | [ 27 ] |
| 23 | Samoa Joe            | 3     | 22 août 2021      | 21               | NXT TakeOver 36                      | Orlando (Floride)            | En battant Karrion Kross. Il devient le 1er (en encore aujourd'hui le seul) catcheur à gagner trois fois la ceinture. | [ 28 ] |
| —  | Vacant               | 3     | 12 septembre 2021 | 2                | —                                    | —                            | En annonçant sa blessure d'une nature inconnue sur les réseaux sociaux, Samoa Joe est, malheureusement, contraint d'abandonner la ceinture. | [ 29 ] |
| 24 | Tommaso Ciampa       | 2     | 14 septembre 2021 | 112              | NXT 2.0                              | Orlando (Floride)            | En battant LA Knight, Pete Dunne et Von Wagner dans un Fatal 4-Way match. Il devient le 5e catcheur à gagner deux fois la ceinture. | [ 30 ] |
| 25 | Bron Breakker        | 1     | 4 janvier 2022    | 63               | NXT 2.0 New Year's Evil (2022)       | Orlando (Floride)            | En battant Tommaso Ciampa. Il remporte le titre pour la première fois de sa carrière. | [ 31 ] |
| 26 | Dolph Ziggler        | 1     | 8 mars 2022       | 27               | NXT 2.0 Roadblock (2022)             | Orlando (Floride)            | En battant Bron Breakker. Il remporte le titre pour la première fois de sa carrière et son cinquième titre personnel. | [ 32 ] |
| 27 | Bron Breakker        | 2     | 4 avril 2022      | 362              | Raw                                  | Dallas (Texas)               | En prenant sa revanche sur Dolph Ziggler. Il devient le 6e catcheur à gagner deux fois la ceinture. Le 4 septembre à Worlds Collide, il unifie le titre avec le NXT United Kingdom Championship.                                                                  | [ 33 ] |
| 28 | Carmelo Hayes        | 1     | 1er avril 2023    | 182              | NXT Stand & Deliver (2023)           | Los Angeles (Californie)     | En battant Bron Breakker. Il remporte le titre pour la première fois de sa carrière et son quatrième titre personnel. | [ 34 ] |
| 29 | Ilja Dragunov        | 1     | 30 septembre 2023 | 206              | NXT No Mercy (2023)                  | Bakersfield (Californie)     | En battant Carmelo Hayes. Il remporte le titre pour la première fois de sa carrière et son second titre personnel. | [ 35 ] |
| 30 | Trick Williams       | 1     | 23 avril 2024     | 75               | NXT Spring Breakin' (2024)           | Orlando (Floride)            | En battant Ilja Dragunov. Il remporte le titre pour la première fois de sa carrière et son second titre personnel. | [ 36 ] |
| 31 | Ethan Page           | 1     | 7 juillet 2024    | 86               | NXT Heatwave (2024)                  | Toronto (Ontario) Canada     | Remporte le titre dans un Fatal Four way incluant Shawn Spears et Je'Von Evans en effectuant le tombé sur ce dernier. Il s'agit de son premier titre à la WWE dès son 4ème match dans la compagnie.                                                               | [ 37 ] |
| 32 | Trick Williams       | 2     | 1er octobre 2024  | 98               | NXT                                  | Chicago (Illinois)           | En prenant sa revanche sur Ethan Page, il devient le 7e catcheur à gagner deux fois la ceinture. | [ 38 ] |
| 33 | Oba Femi             | 1     | 7 janvier 2025    | 216+             | NXT New Year's Evil (2025)           | Los Angeles (Californie)     | Remporte le titre dans un Triple Threat match incluant Eddy Thorpe | [ 39 ] |

### Règnes combinés
| Signe | Notes                                 |
| ----- | ------------------------------------- |
|       | Lutteur travaillant toujours à NXT    |
|       | Lutteur travaillant toujours à la WWE |

| Rang | Catcheur          | Règnes | Jours | 1re victoire   |
| ---- | ----------------- | ------ | ----- | -------------- |
| 1    | Finn Bálor        | 2      | 504   | 4 juill. 2015  |
| 2    | Bron Breakker     | 2      | 425   | 4 janv. 2022   |
| 3    | Adam Cole         | 1      | 403   | 1er juin 2019  |
| 4    | Tommaso Ciampa    | 2      | 350   | 18 juill. 2018 |
| 5    | Neville           | 1      | 287   | 27 fév. 2014   |
| 6    | Bo Dallas         | 1      | 280   | 23 mai 2013    |
| 7    | Ilja Dragunov     | 1      | 206   | 30 sept. 2023  |
| 8    | Robert Roode      | 1      | 203   | 28 janv. 2017  |
| 9    | Carmelo Hayes     | 1      | 182   | 1er avr. 2023  |
| 10   | Trick Williams    | 2      | 173   | 23 avr. 2024   |
| 11   | Big E Langston    | 1      | 168   | 6 déc. 2012    |
| 12   | Samoa Joe         | 3      | 158   | 21 avr. 2016   |
| 13   | Shinsuke Nakamura | 2      | 147   | 20 août 2016   |
| 14   | Kevin Owens       | 1      | 143   | 11 fév. 2015   |
| 15   | Andrade           | 1      | 140   | 18 nov. 2017   |
| 15   | Karrion Kross     | 2      | 140   | 22 août 2020   |
| 17   | Seth Rollins      | 1      | 133   | 26 juill. 2012 |
| 18   | Aleister Black    | 1      | 102   | 7 avr. 2018    |
| 19   | Oba Femi          | 1      | 216+  | 7 janv. 2025   |
| 20   | Drew McIntyre     | 1      | 91    | 19 août 2017   |
| 21   | Ethan Page        | 1      | 86    | 7 juill. 2024  |
| 22   | Sami Zayn         | 1      | 62    | 11 déc. 2014   |
| 23   | Johnny Gargano    | 1      | 57    | 5 avr. 2019    |
| 24   | Keith Lee         | 1      | 45    | 8 juill. 2020  |
| 25   | Dolph Ziggler     | 1      | 27    | 8 mars 2022    |

## Statistiques
| Record                     | Détenteur du record | Chiffre   |
| -------------------------- | ------------------- | --------- |
| Règne le plus long         | Adam Cole           | 403 jours |
| Règne le plus court        | Karrion Kross       | 4 jours   |
| Plus grand nombre de règne | Samoa Joe           | 3 fois    |
| Champion le plus jeune     | Bo Dallas           | 22 ans    |
| Champion le plus âgé       | Samoa Joe           | 42 ans    |